# Lydford-on-Fosse
Lydford-on-Fosse è un villaggio e parrocchia civile dell'Inghilterra, appartenente alla contea del Somerset.